# بدر بن حسنويه
أبو النجم بدر بن حسنويه ناصر الدولة هو الحاكم الثاني للدولة الحسنوية من عام 979 إلى عام 1014. كان ابن وخليفة حسنويه (حكم. 961–979 م).

## السيرة
خلال الحرب الأهلية بين الأخوين البويهيين عضد الدولة (حكم 949 - 983 م) وعز الدولة (حكم 967–978 م)، كان حسنويه قد أيّد الأخير. بعد وفاة حسنويه في عام 979، غزا عضد الدولة أراضيه، وأعدم بعض أبنائه، ونصَّب بدر على عرش الحسنويين نائبًا له على الأراضي الكردية المجاورة. بعد وفاة عضد الدولة عام 983، أظهر بدر امتنانه له بإرسال عشرين رجلًا في رحلة حج سنوية إلى مكة باسم عضد الدولة (بالإضافة إلى والدي بدر). مثله مثل عضد الدولة، يصور المؤرخون بدر باعتباره الحاكم المثالي، وخاصة في حماية المزارعين المستقرين من أنصاره البدو.
وعلى النقيض من والده، حضر بدر العديد من اجتماعات البلاط البويهي. وبعد وفاة الحاكم البويهي فخر الدولة ( حكم. 976–980 ثم 984-997 م)، ذهب بدر إلى الري لمساعدة مجد الدولة (حكم. 997–1029 م) في إدارة الشؤون المحلية، لكن مساعدته قُوبلت بالرفض. ونتيجة لذلك، استمر بدر في الانفصال تدريجيًّا عن شؤون الري.
قُتل بدر في عام 1014 على يد قادته أثناء حصار قلعة كردية، بسبب تجاهل نصيحتهم بتجنب القتال في الشتاء، حيث أبدى القادة انزعاجه فاغتالوه. وبعد وفاة بدر، سقطت معظم أراضيه في يد العنازيين، بينما تولى الحاكم البويهي شمس الدولة (حكم 997–1021 م) أخذ الباقي. حاول حفيد بدر، ظاهر بن هلال بن بدر، استعادة منصب جده بدعم من البويهيين في همدان.